# 天使の玉ちゃん
- 藤子不二雄 > 連載 > 天使の玉ちゃん
  - あびこもとお > 天使の玉ちゃん
  - ふじもとひろし > 著作 > 天使の玉ちゃん

『天使の玉ちゃん』（てんしのたまちゃん）は、「あびこもとお・ふじもとひろし」名義で発表された、のちの藤子不二雄の合作による日本の四コマ漫画作品である。1951年12月16日から1952年4月4日まで毎日小学生新聞大阪版（以下、毎小）で連載された。コンビ漫画家・藤子不二雄のプロデビュー作であるとともに初めて打ち切りを経験した作品でもある。

## 概要
1946年に手塚治虫が『マァチャンの日記帳』でデビューを飾った頃、富山県でこの作品に偶然触れた2人の少年がいた。この2人こそ、後にコンビとして数々の名作を手がけることになる少年時代の藤本弘と安孫子素雄であった。
2人は『マァチャンの日記帳』を読み、それまでの荒っぽい内容（戦意高揚もの）とは異なり、古臭い画風でもないその「新しい」作品に大いに影響を受ける。この頃の安孫子のノートは『マァチャン』の模写でいっぱいになり、画風がそれまでのチャンバラなどの時代劇挿絵風から曲線的な手塚調の画風へと一気に変化する転機となる。その後、同年7月『マァチャン』と同じ『少國民新聞』（のちの毎日小学生新聞）にて手塚のストーリー漫画のハシリとも言われる『AチャンB子チャン探検記』（手塚自身は後に失敗作としている）が開始され、これを読むためだけに中学生になっても小学生の新聞を取り続けた。手塚熱はますます高くなっていき、翌年刊行された手塚の『新宝島』でそれはピークに達し、2人は本気でプロ漫画家を目指すことを志すようになる。
1951年高校2年が終わろうとしている3月に、2人で相談して『天使の玉ちゃん』の案が立てられる。経緯は以下の通り。
1951年3月26日（月）
2人で川端を歩きながら『少年北日本』に投稿する漫画の案を考えていると、藤本の鼻緒が切れたので帰宅する。マヌケな天使を主人公にした『天使の玉ちゃん』を描くことに決まる。キャラクター見本をそれぞれ家で考えることにする。
1951年4月6日（金）
始業式の前日。それぞれで見本を6枚ずつ描くことにする。投稿先は憧れの『毎日小学生新聞』に変更することにする。
1951年10月14日（日）
雨の中、手紙と4コマ漫画10本を送る。手紙の内容は「ぼくたちは富山の高校生です。手塚治虫先生の大ファンで、マァチャンの日記帳からの愛読者です。今、手塚先生の連載漫画がのっていないので、かわりにぼくたちの漫画を連載して下さい」というものであった。
1951年12月16日（日）
『天使の玉ちゃん』連載第1回が掲載。事実上のプロデビュー。
1951年12月29日（日）
連載第7回が掲載。2人が掲載の事実を知る。2か月たっても何の音沙汰も無く、内心諦めかけていたところ突然毎日新聞社（毎小の発行元）名義で「二千四百円也」と書かれた郵便為替が藤本宅に届いたため、藤本は慌てて新聞を買いに走った。
手塚の『マァチャン』が連載前に三段ぶち抜きの広告で紹介され、新聞社役員との話し合いの上で綿密に決められたのとは対照的に、本人達には何の連絡通知もないまま知らぬ間に決まったデビューであったが、これこそがのちの大漫画家・藤子不二雄がプロとして産声をあげた瞬間だった。
1951年12月31日（月）
急いで描いた追加の原稿5枚を午前中に発送する。
1952年4月4日（金）
第26回が掲載。結果的にこれが最後の掲載となる。この続きの原稿も送付済みだったが、続きが掲載されることはなかった。藤本と安孫子はこの日の時点では最後の掲載とは認識していない。安孫子はのちに「なぜ連載され、なぜ打ち切られたのかが未だに謎である」と語っている。
本作の発表に関するエピソードは、後に安孫子が執筆した代表作『まんが道』でも語られているが、『まんが道』内に掲載された『天使の玉ちゃん』は、安孫子によってリメイクされており、キャラクターデザインが大きく異なっている。
長年復刻されておらず（藤子不二雄のブレイク前作品は殆ど復刊されていないため、デビュー作の本作すら「謎の作品」といわれていた）、読むことが困難になっていたが2023年現在は藤子・F・不二雄大全集『UTOPIA / 天使の玉ちゃん』にて手軽に読むことができる。

## あらすじ
玉ちゃんは念願のハネを天使長からもらうが、太陽の熱でのりづけが溶け地上へと落下してしまう。ハネがないと天上へは帰れない。玉ちゃんは地上で会った人々とともに、天上へ帰るために試行錯誤する。
一方、天上では天使長が、玉ちゃんを天上に戻す方策のヒントをつかむ。天使長はお友達の天使（目が大きいほう）を「天使の輪」に変身させ、玉ちゃんの守り役として地上へと送り込む。

## 登場人物
玉ちゃん
主人公の天使。雪だるまのような姿をしている。
天使長
長いひげをたくわえている。
お友達の天使（目が大きいほう）
天使長によって「天使の輪」に変身させられ、ボディガードとして玉ちゃんの頭上でこっそり浮かぶ身となる。
お友達の天使（目が小さいほう）
目が大きいほうの天使とともに、雲の上で野球をしたり、下界の玉ちゃんを心配したりする。
少年
雪が積もる季節に池にはまっておぼれかけていたところ、玉ちゃんのおかげで助かる。
少年の兄さん
まいごの玉ちゃんに声をかける。玉ちゃんの名付け親。
タコ
玉ちゃんから天使の輪をもらう。
金太
村をあらすクマをたいじに来た少年。

## 単行本
- 藤子・F・不二雄大全集『UTOPIA / 天使の玉ちゃん』に全26話を収録。
  - 第3期、2012年9月配本[3][4]。
- 「ネオ・ユートピア」会報誌23号にて全話掲載。

## その他
- 後日、安孫子はこの作品が手塚と同じ毎日小学生新聞での掲載だったことを誇りに思っていることを語っている。
- 4コマ漫画形式の連載だが、一話完結ではなく、連続したストーリーを描く形式になっている。これは前述の手塚治虫の『AチャンB子チャン探検記』と同じ形式である。